# Trachostylea semota
Trachostylea semota är en svampdjursart som beskrevs av Topsent 1928. Trachostylea semota ingår i släktet Trachostylea och familjen Raspailiidae.
Artens utbredningsområde är havet kring Azorerna. Inga underarter finns listade i Catalogue of Life.